# Кирн
Кирн (њем. Kirn) град је у њемачкој савезној држави Рајна-Палатинат. Једно је од 119 општинских средишта округа Бад Кројцнах. Према процјени из 2010. у граду је живјело 8.406 становника. Посједује регионалну шифру (AGS) 7133052.

## Географски и демографски подаци
Кирн се налази у савезној држави Рајна-Палатинат у округу Бад Кројцнах. Град се налази на надморској висини од 179–386 метара. Површина општине износи 16,5 km². У самом граду је, према процјени из 2010. године, живјело 8.406 становника. Просјечна густина становништва износи 509 становника/km².

## Међународна сарадња
| Мјесто | Држава    | Врста сарадње | Од    |
| ------ | --------- | ------------- | ----- |
|        | Француска | партнерство   | 1986. |
| Извор  |           |               |       |